# Anopheles campestris
Anopheles campestris är en tvåvingeart som beskrevs av Reid 1962. Anopheles campestris ingår i släktet Anopheles och familjen stickmyggor. Inga underarter finns listade i Catalogue of Life.